# ランベルトの余弦則
光学におけるランベルトの余弦則（ランベルトのよげんそく）は、理想的な拡散反射面や拡散放射体で観測される放射強度あるいは光度が、入射光と面の法線との間の角度θの余弦と正比例することを示す法則である。余弦放射則あるいは ランベルトの放射則とも呼ばれる。 ヨハン・ハインリヒ・ランベルトと、彼が1760年に発表したフォトメトリアにちなんで名付けられている。
ランベルトの余弦則を満たす面はランベルト面と呼ばれ、ランベルト反射の性質を有する。ランベルト面はどの角度からみても同じ輝度となる。例えばヒトの目において、ランベルト面は等しい見た目の明度（輝度）となる。ランベルト面が同じ輝度となる理由は、与えられた領域から放射される輝度は放射角度の余弦により減少するものの、観測者からみた観測領域の見た目の大きさ（すなわち投影された領域）も同様に減少するためである。このため、放射輝度（放射出力/立体角/投影領域単位）が等しくなる。他の説明としては、ある固定された立体角（開口部）をもつセンサーは、放射角度が減少するにつれて、より大きな光源領域を観測できるようになるが、光源の単位領域毎の放射輝度は小さくなる。これらの2つの現象が打ち消し合って、放射輝度が放射角に依存しなくなる。それゆえ、放射輝度（輝度/立体角/単位照射面積分）は同じとなる。

## ランベルト面の拡散と放射
ある領域が、外部光源により照射された結果として放射を行っている場合、当該領域に降り注ぐ放射照度（エネルギー、あるいは光子/時/単位面積）は、面の法線と光の入射角との間の余弦に比例する。 ランベルト面の拡散は、ランベルト面の放射における余弦則と同様の拡散を入射光に対して行う。これは、ランベルト面の放射は法線から光源への角度に依存するが、法線から観察者の角度には依存しないことを意味する。例えば、仮に月の表面がランベルト面だと仮定すると、月の明暗境界線に近づくにつれて、太陽からの入射光の入射角が大きくなるため、明るさは相当減ると考えられるかもしれない。しかし実際はそのような明るさの減少は無いため、月は非ランベルト面であると言える。また実際は、ランベルト面に比べると、斜めの角度の入射角における光のほうがより拡散される。ランベルト面の放射体からの放射については、入射する放射の総量には依存しないが、放射体自身からの放射に依存する。例えば、太陽がランベルト面の放射体であると仮定すると、太陽の面全体で等しい明度であると言えるかもしれない。しかし実際は周辺減光があるため、太陽は非ランベルト面であると言える。ランベルト面の放射体の一例としては、黒体がある。

## 輝度が等量となる現象についての詳細
|  |
|  |

ランベルト面（放射または拡散）の状況を図1および2に示す。概念の明確化のため、光度エネルギーあるいは輝度ではなく、光子を用いて考える。円内の楔状領域は、各々が同角度 dΩ をもち、ランベルト面において、楔状領域に照射される1秒あたりの光子数 (photons) は定数である。
各々の楔状領域の長さは、円の直径とcos(θ) の積と見ることができる。また、単位立体角あたりの放出光子の最大値は、法線上に位置し、θ=90°で零に最小化される。 数学的には、法線上の輝度は /光子数/(s·cm2·sr) で表され、垂直の楔状領域から放射される毎秒の光子数は/dΩ dA で表される。 垂直の楔状領域から角度 θ で放射される毎秒の光子数は /cos(θ) dΩ dA で表される。
図2は観察点からどのように見えるかを表す図である。単位領域の真上からみると、dA0 の開口部を通して dΩ0 の立体角の領域 dA が観察される。 単位領域から観察する場合、前記開口部は立体角 dΩ をなす、と一般化することが可能である。この法線上の観察点は/dΩ dA 光子/秒で記録され、測定輝度は
{\displaystyle I_{0}={\frac {I\,d\Omega \,dA}{d\Omega _{0}\,dA_{0}}}}/(s·cm2·sr).
となる。法線との間の角度 θ の観察点からは、同じ開口部 dA0 を通して単位領域 dA が観察され、立体角の dΩ0 cos(θ) の角度を持つ。この観察点において、/cos(θ) dΩ dA 光子/秒が記録され、測定放射輝度は
{\displaystyle I_{0}={\frac {I\cos(\theta )\,d\Omega \,dA}{d\Omega _{0}\,\cos(\theta )\,dA_{0}}}={\frac {I\,d\Omega \,dA}{d\Omega _{0}\,dA_{0}}}}  photons/(s·cm2·sr),
となり、法線上の観察点と同じになる。

## 照度、光束のピーク値との関連
一般的には、ある面の一点における発光強度は方向により異なる。ランベルト面においては、その分布は法線における照度のピーク値における余弦則により定義される。こうして、ランベルト面を前提として、全光束 {\displaystyle F_{tot}}発光強度のピーク値 {\displaystyle I_{max}}を用いて、余弦則により
{\displaystyle F_{tot}=\int \limits _{0}^{\pi /2}\,\int \limits _{0}^{2\pi }\cos(\theta )I_{max}\,\sin(\theta )\,\operatorname {d} \phi \,\operatorname {d} \theta }
{\displaystyle =2\pi \cdot I_{max}\int \limits _{0}^{\pi /2}\cos(\theta )\sin(\theta )\,\operatorname {d} \theta }
{\displaystyle =2\pi \cdot I_{max}\int \limits _{0}^{\pi /2}{\frac {\sin(2\theta )}{2}}\,\operatorname {d} \theta }
よって
{\displaystyle F_{tot}=\pi \,\mathrm {sr} \cdot I_{max}}
ここで、{\displaystyle \sin(\theta )} は単位球に対するヤコビ行列の行列式であり、 {\displaystyle I_{max}} はステラジアンあたりの光束であることがわかる。 同様に、ピーク強度が {\displaystyle 1/(\pi \,\mathrm {sr} )} の放射光束となる。 ランベルト面では、同じ要素 {\displaystyle \pi \,\mathrm {sr} } が輝度と発行照度と関係し、放射強度は放射束と関連する。ラジアンとステラジアンは無次元数であり、"rad"と"sr"は明確化のため含まれている。
例: 100 cd/m2（=100ニト、一般的なPC用モニター）の輝度を持つ面は、完全なランベルト面であれば、放射強度は314 lm/m2となる。面積が0.1 m2（≒19インチのモニター）である場合、放射される光の総量すなわち光束は、31.4 lmとなる。

## 利用
ランベルトの余弦則の反転公式（ランベルト反射）は、ランベルト面の見かけの明度が面の法線と入射光の間の角度の余弦に比例することを表す。
この現象は、成形を行う際に、素材を変えたり顔料を適用すること無く、生成物上に明と暗の縞模様を形成するために利用される。 明暗の領域のコントラストは生成物をより際立たせることができる。

## 参照
- 透過率 (光学)
- 反射率